# Papa Calixt II
Calixt II (nom de bateig Guiu de Borgonya) (Quingey, 1050 – Roma, 13 de desembre de 1124) fou papa de l'Església Catòlica del 1119 al 1124.
Fill del comte Guillem I de Borgonya, en 1088 va ser nomenat arquebisbe de Viena, càrrec en què es destacà com a gran defensor de la reforma de l'Església, iniciada per Gregori VII. En 1119, a la mort del papa Gelasi II, va ser escollit com a nou papa a l'abadia de Cluny, ja que en aquells moments a Roma es trobava l'antipapa Gregori VIII. Immediatament va intentar una aproximació a l'emperador Enric V i li va enviar una ambaixada, que va concertar una trobada a la ciutat de Reims amb l'objectiu de solucionar la querella de les investidures. El fet que Enric es presentés a la trobada al capdavant del seu exèrcit va fer que el papa convoqués, el 30 d'octubre del 1119, un concili en Reims on va excomunicar l'emperador i l'antipapa Gregori. Amb l'ajuda normanda Calixte aconseguí, en 1120, tornar a Roma i obligar l'antipapa Gregori a fugir a Sutri on després de caure presoner fou reclòs, fins a la seva mort en el 1121, en el monestir de Cava.
Instal·lat definitivament a Roma Calixt dedicà novament les seves energies a la solució de la querella de les investidures que des de feia mig segle enfrontava el Papat amb l'Imperi. Per això proposà a Enric V la celebració en Worms d'una dieta en què participarien bisbes i prínceps i que, el 23 de setembre del 1122, conclou amb la firma del Concordat de Worms pel qual l'emperador renunciava al seu dret d'assistir a les investidures eclesiàstiques i a atorgar als investits el ceptre que reconeixia el seu càrrec.
El 18 de maig del 1123 Calixt va convocar el Concili I del Laterà, considerat per l'Església Catòlica com el primer dels ecumènics celebrats en Occident, i en què es van confirmar i sancionar els acords aconseguits en el Concordat de Worms, a més de decretar-se vint-i-dos cànons contra la simonia, el nicolaisme i la intromissió dels laics en assumptes eclesiàstics. En aquest concili també s'acordà l'organització d'una croada, que seria la Segona Croada.
Calixt II fou el papa que instaurà l'Any Sant Jacobeu, que havia de celebrar-se tots els anys en què el 25 de juliol, dia de Sant Jaume, coincidís amb diumenge. Tots aquells peregrins que visitessin la tomba de l'apòstol en el transcurs d'un any jacobeu guanyarien el jubileu o indulgència plenària. Aquesta institució va impulsar en gran manera les peregrinacions a Sant Jaume de Compostel·la durant tota l'edat mitjana.